# 愤青
憤青最初指中國大陸的激進中國民族主義者（尤其是年青人）。憤青是「憤怒青年」的縮寫。
愤青最早指在1960年代歐美左翼思潮中主張顛覆傳統社會價值的中国的叛逆青年。憤青中的精典是1968年發動五月風暴，反對法國當局教育和勞工政策的巴黎學生，被視為青年人有理想，有行動，敢於反抗社會不公的代表。邵氏電影公司在1973年出品的影片《憤怒青年》，記述一班不滿社會現狀而急於改變現實的青年，證明當時已存在「憤怒青年」這稱呼。雖然「憤怒青年」一詞略帶貶義，但也有名人承認自己是。後來該詞被簡稱為「憤青」，並在1990年代中後成為流行詞。
憤青在不同的用處有不同的含義，可以指某個躁動社會種群，也可以指個人一生之中的某個階段，通常與荷爾蒙相關。不同時代不同憤青，“文革”憤青是造反有理的紅衛兵，80憤青是搖滾青年，90憤青是頂雞冠頭的龐克。新世紀憤青為網絡拍板塊者。

## 源流
廖保平认为，憤青通常是二三十歲的年輕人，接觸互聯網居多，很大一部分為學生，尤其是在校大學生，有強烈的民族主義情绪。這是中國經濟快速發展過程中，在網絡時代開始後中國的一種特別的現象。憤青最初只是在網絡的BBS上表達著各種不滿意見的少數人群，因為網絡的虛擬化和不確定化，決定了最初的憤青僅是一些發表激進文字的用戶。而隨著中國大陸的互聯網迅速發展，人群的擴大，這一部分具有極端思維的人更容易吸引媒體和民眾的目光，而其隊伍逐漸壯大，思想日益複雜，並且有網絡虛擬個體與現實實在個體關聯的擴大化趨勢。現在的憤青，已經不侷限於網絡之中，更多的人走向街頭，表現自己的主張和情緒。
《人与人权》专栏作者、异议人士何清涟认为，1989年六四事件后， 中華人民共和國政府放弃了早期以革命为基本合法性的意识形态，开始将基本合法性转移到“民族主义”、“爱国主义”，在义务教育和高等教育上中華人民共和國政府强调“从鸦片战争开始的屈辱”等内容，同时改变过去刻意避免提及日本过去战争罪行的态度，开始逐渐在公共言论空间提及南京大屠杀等历史。同时随着《世界经济导报》等自由派言论从中国政府主流中退出，1993年成立的环球时报作为全国性日报在新闻宣传领域承担官方民族主义推广者的角色 。
美国研究者Michael Chaua和Jennifer Xu认为，憤青通常具有較強烈的本土民族主義信念，特別喜歡被稱為愛國主義信念，且具有較激進的思想（如極端民族主義）、言論或行動的人士。因互联网开放自由的本质，在网上容易见到这些人。

## 評價
《國際先驅導報》認為，憤青有激情、愛國、代表了一部分民意，國家需要聽到不同的聲音，認為國家應有效利用這樣的力量。
凤凰网認為憤青非理性、極端，給國外中國威脅論者以藉口，常使政府為難，是不穩定的因素，本位、自大不自信，是国家发展进步的绊脚石。目前中國的民族主義崛起的浪潮中，憤青已經成為維穩的一股力量，政府通過組織各種活動來增加憤青對外仇恨，以此轉移國內矛盾。

## 外部連結
- 人民网（页面存档备份，存于）“愤青”与“粪青”
- 《南都週刊》138期「憤青」專題（页面存档备份，存于）